# Jüdischer Friedhof (Klein-Karben)

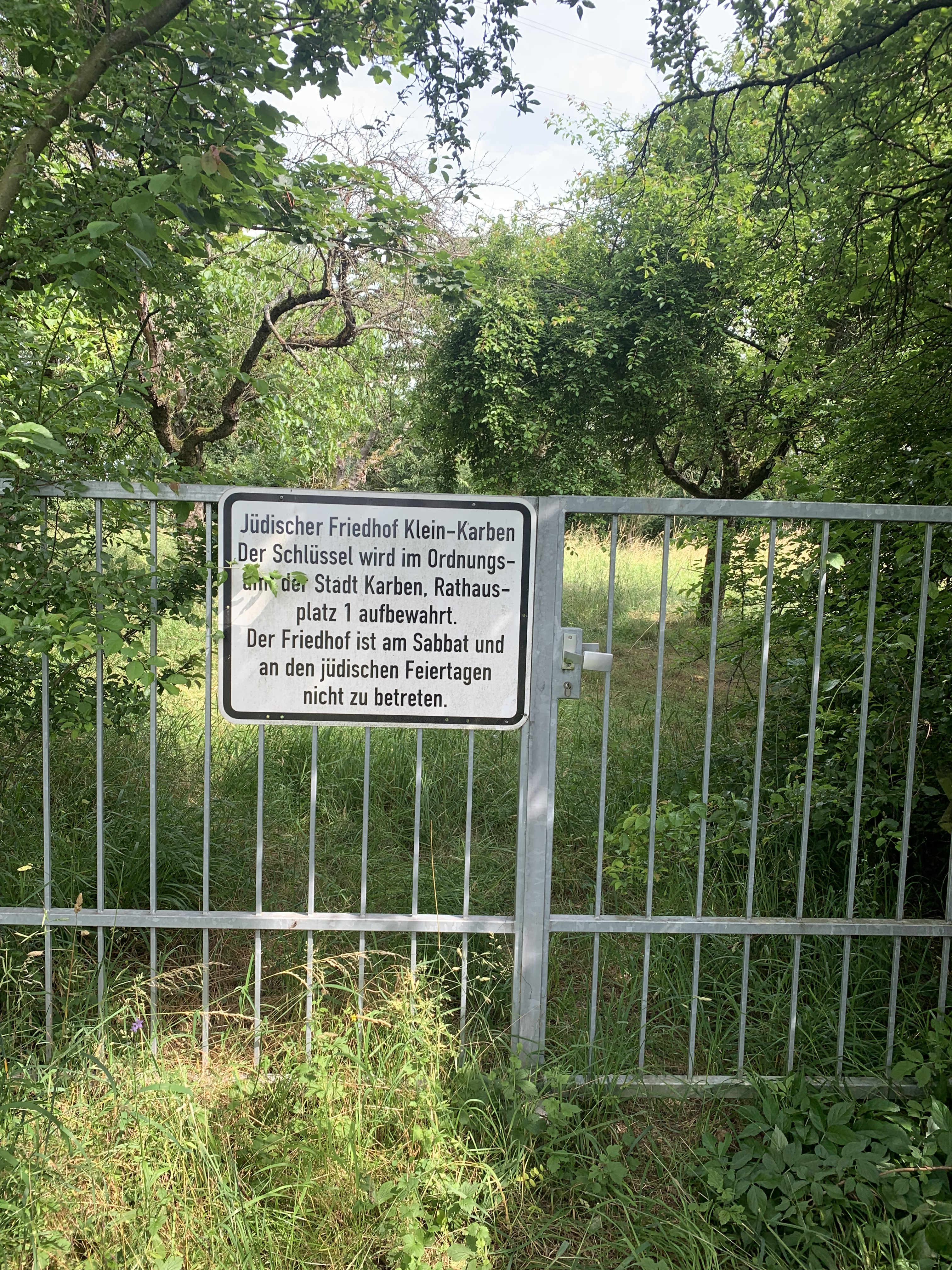
Eingang zum jüdischen Friedhof in Klein-Karben

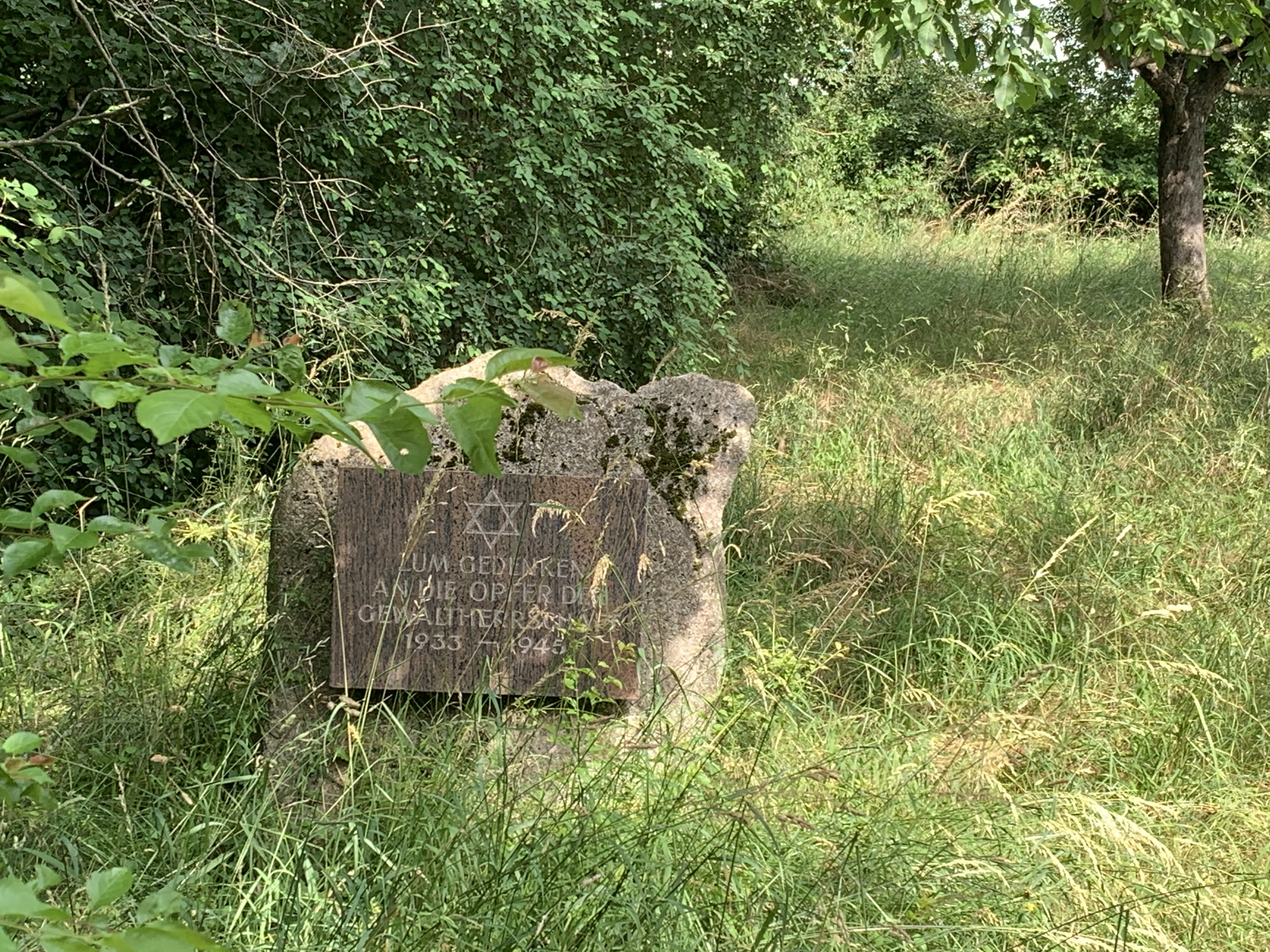
Gedenkstein

Der Jüdische Friedhof in Klein-Karben, einem Stadtteil von Karben im Wetteraukreis in Hessen, liegt östlich des Ortskerns auf einer Anhöhe in der Nachbarschaft des Waldfriedhofs Klein-Karben und dem Rosenhang Karben. Der Jüdische Friedhof in der Flur Am Judenbegräbnis ist ein geschütztes Kulturdenkmal. 
Die jüdischen Bürger aus Klein-Karben gehörten wie die Juden aus Okarben und Rendel der jüdischen Gemeinde von Groß-Karben an. 
Auf dem Friedhof befinden sich keine Grabsteine mehr. Er ist als eingefriedete Grünfläche erhalten. Ein Gedenkstein erinnert an die Opfer der Gewaltherrschaft 1933–1945.